# Samantha Robinson
Samantha Robinson (Nova Iorque, 19 de outubro de 1991) é uma atriz norte-americana. Ela apareceu no filme Sugar Daddies e interpretou o papel principal no longa-metragem The Love Witch, dirigido por Anna Biller. Robinson também interpretou a herdeira Abigail Folger no filme Once Upon a Time in Hollywood, dirigido por Quentin Tarantino.

## Início de vida
Samantha Robinson nasceu em 19 de outubro de 1991 em Nova Iorque, Estados Unidos. Ela é filha de mãe panamenha e pai inglês. Robinson foi criada em Londres. Ela estudou na escola para garotas Queen's Gate em South Kensington e na London Academy of Music and Dramatic Art. Robinson conseguiu um papel na produção de Joseph and the Amazing Technicolor Dreamcoat do teatro West End. Aos quatorze anos de idade ela se mudou com sua família para Miami, Flórida, onde frequentou a New World School of the Arts. Robinson posteriormente graduou-se na Universidade da Califórnia em Los Angeles com especialização em atuação em 2014.

## Carreira
Os primeiros papéis de Robinson incluem os filmes independentes Serenade of Sonnets, Dreamgirl, e Labyrinths. Sua primeiro trabalho de destaque veio em 2016 com o papel principal de Elaine, uma bruxa sedutora, no filme The Love Witch dirigido por Anna Biller.
Robinson foi aclamada pelo seu papel em The Love Witch. Frank Scheck, escrevendo para o The Hollywood Reporter, disse que a performance de Robinson era "intensa" e "atraente de uma forma que vai muito além de seu corpo esguio de dançarina e sua aparência deslumbrante". Dennis Harvey, da Variety, também a elogiou em sua crítica do filme. Charles Bramesco escreveu na Rolling Stone que a diretora Anna Biller e Robinson criaram "criaram uma versão tridimensional da mulher erotizada tradicional". David Ehrlich, da IndieWire, classificou o papel de Robinson como "inesquecível" e "uma performance revolucionária para todos os tempos". Os críticos de cinema da The LA Times, Justin Chang e Michael Rechtshaffen, chamaram Robinson de "esplêndida" e "simultaneamente canalizando Tippi Hedren e a rainha do grito dos anos 1960 Barbara Steele", respectivamente. A revista Elle chamou a performance de Robinson de "perfeitamente afinada", enquanto o crítico do The Nerdist Scott Weinberg disse que Robinson "é dona de todo o filme" e que sua atuação foi "corajosa, sexy, e comandante". O The New Yorker classificou Robinson como uma das melhores atrizes de 2016 pelo seu papel em The Love Witch.
Robinson interpretou Abigail Folger, uma das vítimas da Família Manson, no filme de 2019 Once Upon a Time in Hollywood, dirigido por Quentin Tarantino.

## Filmografia

### Cinema
| Ano  | Título                        | Papel          | Notas          |
| ---- | ----------------------------- | -------------- | -------------- |
| 2012 | Dream Girl                    | Daniela        | Curta-metragem |
| 2013 | Misogynist                    | Sister 2       |                |
| 2014 | Sugar Daddies                 | Lea            |                |
| 2015 | Labyrinths                    | Cathy          |                |
| 2016 | The Love Witch                | Elaine         |                |
| 2018 | Cam                           | Princess_X     |                |
| 2019 | Once Upon a Time in Hollywood | Abigail Folger |                |
| 2020 | Topology of Sirens            |                | em produção    |
| ASA  | Take Me to Tarzana            | Jane Avant     | pós-produção   |
| ASA  | Tale of the Wet Dog           | Steffi         | pós-produção   |

### Televisão
| Ano  | Título                | Papel        | Notas                                    |
| ---- | --------------------- | ------------ | ---------------------------------------- |
| 2012 | Everyone Wants Theirs | Natalie      | 1 episódio                               |
| 2013 | The 3 Minute Update   |              | 20 episódios                             |
| 2013 | MRS.                  | Sophie       | 2 episódios                              |
| 2016 | #ThisIsCollege        | Sophie       | minissérie, episódio "#Flashback Friday" |
| 2017 | Doomsday Device       | Courtney     | Telefilme                                |
| 2019 | Soundtrack            | Jovem Margot | 1 episódio                               |